# Michele Marieschi

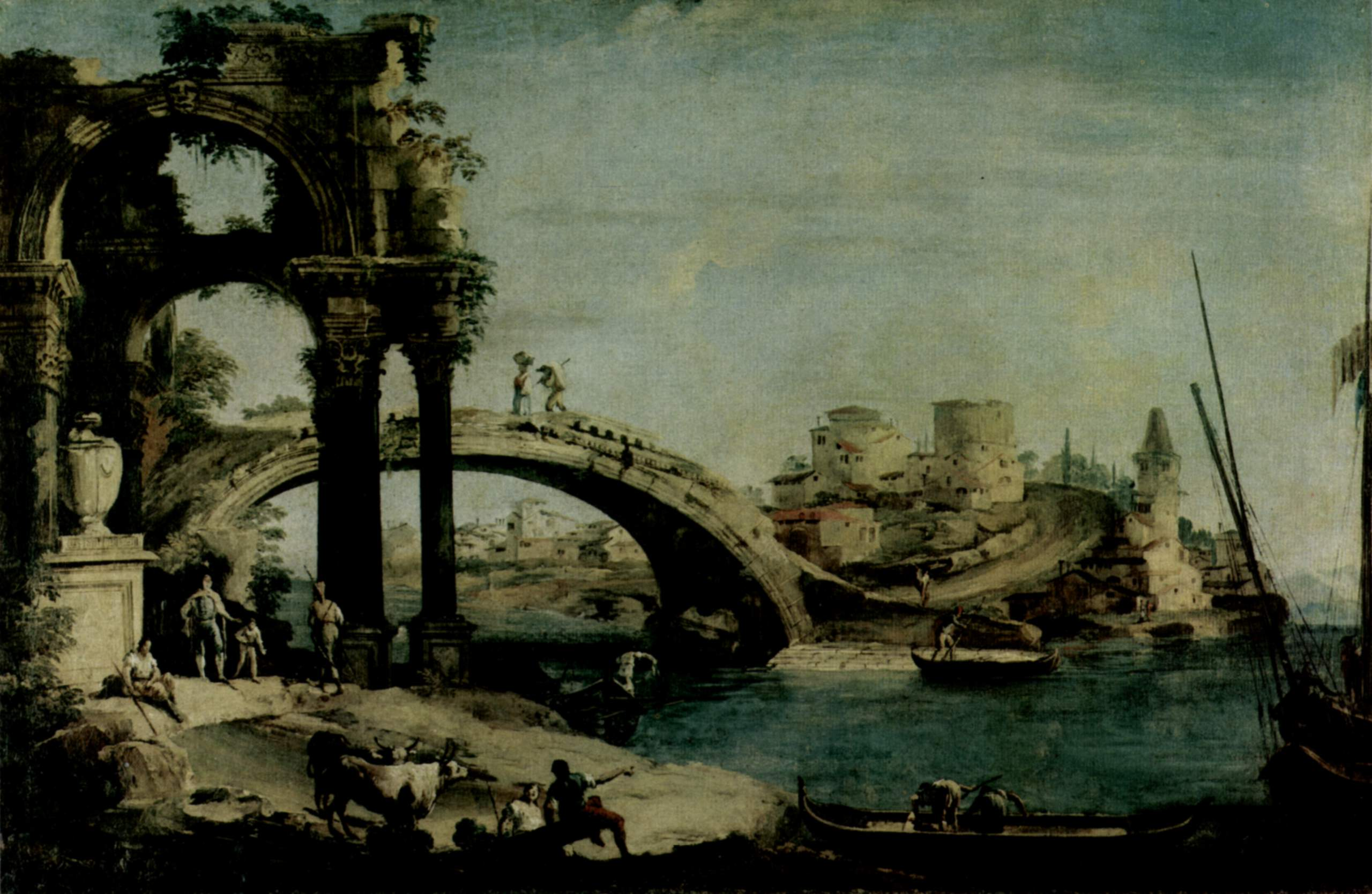
Veduta fantástica.

Michele Marieschi (Venecia, República de Venecia, 1 de diciembre de 1710-18 de enero de  1744), pintor de la escuela vedutista veneciana (Italia). Se inició en el mundo de la escenografía, de los dibujantes de perspectivas y la arquitectura efímera en Venecia iniciando la década de 1730, para trabajar más tarde como pintor y grabador. Se caracteriza por el uso de la cámara oscura, lo que, como a Bellotto, le hace ejecutar una pintura con claroscuros abundantes. Sus panorámicas son dilatadas y emplea ricas mezclas de colores. Realizó varios caprichos inspirado en los realizados por Marco Ricci. Estudió a fondo la pintura de Giovanni Antonio Canal, il Canaletto, su trazo fue cálido, brillante y con delicada construcción atmosférica. En su trabajo refleja una intención de profundidad, que imprimió en sus óleos.
Cuando Marieschi muere; su alumno Francesco Albotto se quedó con su taller y se casó con su viuda. Su discípulo imitó su obra que se ha confundido en diversas ocasiones. La presencia de Albotto fue discreta hasta que en mayo de 1972 en una subasta realizada en la casa de Subastas Sotheby's de Nueva York, salió una pintura del Palacio Ducal visto desde el mar, con una inscripción en el reverso y la firma de Albotto. Los expertos dudaron sobre su autoría, sin embargo el investigador Rodolfo Pallucchini, experto en la pintura veneciana, se avocó en el análisis de la obra y encontró diferencias fundamentales en la pincelada y la manera de aplicar el color haciéndola más luminosa. 
La demanda de vedutas en el Settecento fue muy fuerte, de tal forma que comercializaron las imágenes en forma de postales y se desarrolló una extensa producción del género. Fue entonces fácil que los viajeros llevaran la imagen de Venecia a lugares distantes, mostrando así su encanto y belleza.

## Santa María de la salud, Venecia, vista desde el Gran Canal

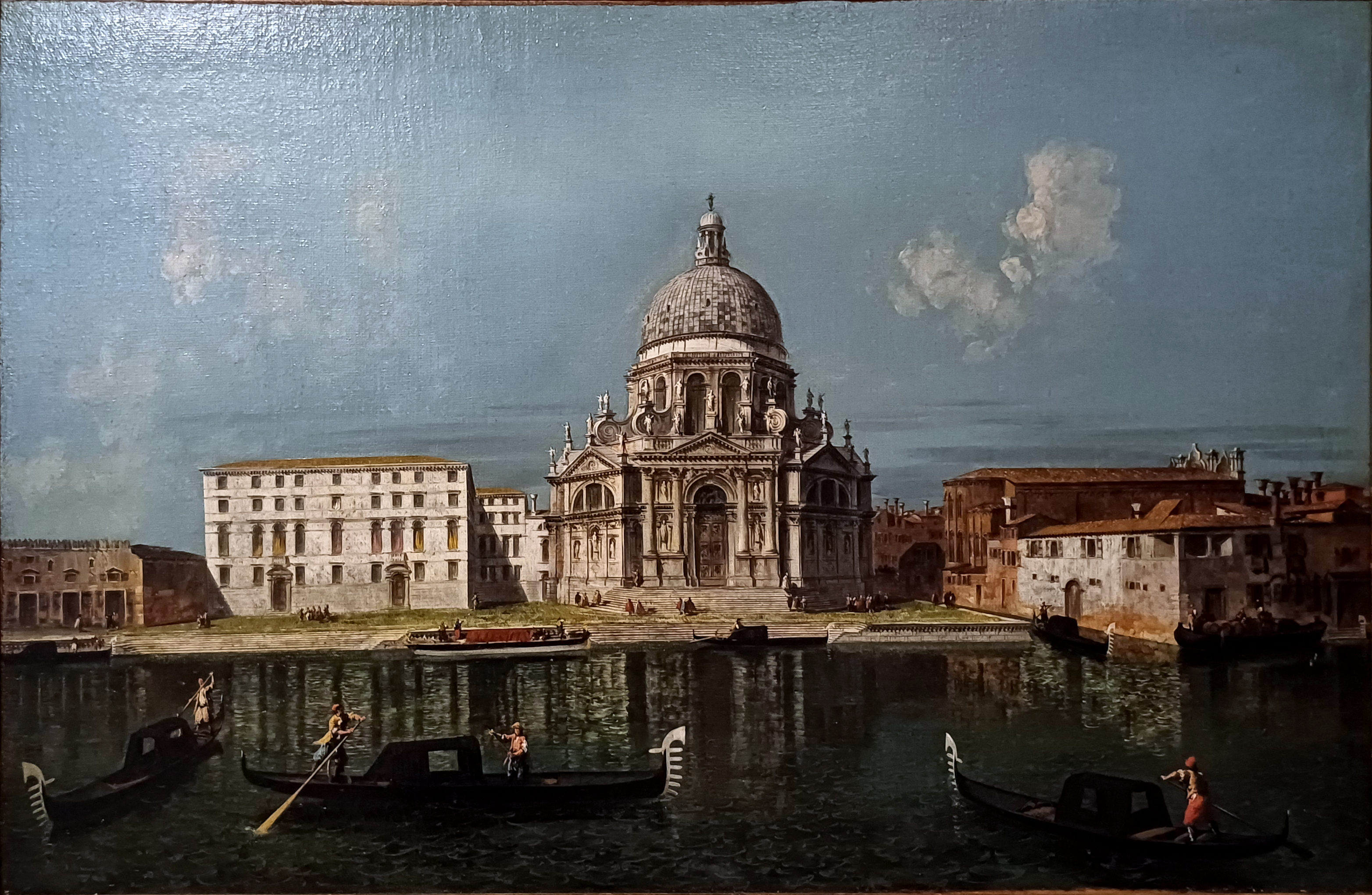
Santa María de la Salud, Venecia, vista desde el Gran Canal.

El Gran Canal con la Basílica de Santa María de la Salud fue pintado en diversas ocasiones, uno de los principales monumentos de Venecia creada por Baldassare Longhena, y edificada entre 1631 y 1687, un agradecimiento por el fin de la peste por parte de los ciudadanos. 
La construcción fue representada de manera precisa. La portada de la iglesia revela la exuberancia del Barroco con la colosal cúpula que corona la edificación la cual se une al tambor a través de volutas. 
Marieschi retrata la atmósfera del lugar, la gente que camina afuera de la iglesia y las góndolas que pasan en el canal, escena típica del settecento veneciano. Esta vista del Gran Canal con Santa Maria della Salute ingresó en la colección Thyssen-Bornemisza en 1970. Con anterioridad había pertenecido a la colección de Dimitri Tziracopoulo en Atenas, siendo objeto de estudio por parte de Constable, que la recogió en su monografía de Canaletto en 1962, unos años antes de ingresar en Villa Favorita. La pintura se ha datado en la última etapa del pintor, hacia 1738-1740, y está considerada por la crítica una obra autógrafa.    